# 홀랜드 (가수)
홀랜드(본명: 고태섭, 1996년 3월 4일 ~ )는 대한민국의 가수이다. 홀랜드는 2018년 1월 싱글 'Neverland'를 발매하며 데뷔했다.

## 학력
- 일산고등학교
- 서울예술대학교 사진과 (재학)

## 생애
홀랜드는 1996년생으로, 중학생 때 동성애자임을 자각하고 친구에게 커밍아웃하였으나 이로 인하여 학교 폭력을 당하였다. 이후 고등학교에서 좋은 선생님과 친구를 만나 학교 폭력에 노출되지 않게 되었다. 그러나 우울증과 대인기피증 등 여러 트라우마를 겪으면서, 서울예술대학교 사진과에 진학하여 사진으로 세상을 바라보는 일에 몰두하였다.
그는 성소수자에게 가해지는 폭력의 가해자와 피해자에게 자신의 경험을 토대로 목소리를 내고자 가수로 데뷔하기로 결정하였다. 음반을 준비하면서 데뷔를 위하여 여러 소속사와 계약을 시도하였으나, 음악으로 성소수자로서의 이야기를 다루고 자신으로 인하여 성소수자의 차별에 관한 담론이 양성화되기를 원한다는 의사를 밝히자 계약이 모두 좌절되었다. 결국 그는 소속사 없이 약 2년간 아르바이트로 모은 돈으로 첫 번째 싱글을 제작하였다.

## 활동
2018년 1월 22일 발매된 첫 번째 싱글 〈Neverland〉(네버랜드)는 아무런 편견 없이 자신이 원하는 사랑을 할 수 있는 곳을 소설 《피터 팬》의 네버랜드에 비유한 곡이다. 이 곡의 뮤직 비디오는 동성연애자의 일상과 함께 동성 간 키스 장면을 포함하고 있어, 청소년 관람 불가 등급을 받았다. 빌보드에서는 동성애를 공개적으로 밝힌 뒤 데뷔한 홀랜드의 등장으로 대한민국의 아이돌 산업에서 다양성이 한 층 증가하였다고 평가하였다. 아이돌로지에서는 곡의 완성도를 지적하였으나 그가 드러내려고 한 주제 의식을 주목하였다.
2018년 7월, ‘두려움’이라는 주제를 두고 노래한 두 곡의 ‘트윈 싱글(twin single)’을 발매하였다. 7월 7일 자신의 모습을 대중에게 드러내는 것이 두렵지 않다고 말하는 〈I'm Not Afraid〉(아임 낫 어프레이드)가, 7월 17일 내면의 자아에 대한 두려움을 고백하는 〈I'm So Afraid〉(아임 소 어프레이드)가 공개되었다. 〈I'm Not Afraid〉의 뮤직 비디오는 대한민국에서 심의 불가 판정을 받았다.
2018년 9월 6일부터 10월 20일까지 홀랜드의 첫 번째 미니 음반 발매를 위한 모금이 크라우드펀딩 사이트인 MyMusicTaste에서 진행되었다. 모금액이 목표한 금액의 217%를 달성하면서 음반의 발매가 확정되었다. 2019년 3월 20일, 21일, 29일 티저 사진이 차례로 공개되었으며, 3월 29일에는 타이틀 곡인 〈Nar_C〉의 뮤직 비디오 티저 영상이 공개되었다. 3월 31일, 자신의 예명을 딴 첫 미니 음반 《HOLLAND》(홀랜드)가 발매되었다.

## 음반 목록

### EP
| 번호 | 정보                                  | 트랙 리스트                                                                 |
| ---- | ------------------------------------- | --------------------------------------------------------------------------- |
| 1    | 《HOLLAND》 - 발매일: 2019년 3월 31일 | 1. Nar_C 2. I'm Not Afraid 3. I'm So Afraid 4. Neverland (Album Ver.) 5. Up |

### 싱글
| 번호 | 정보                                                                                              | 트랙 리스트       |
| ---- | ------------------------------------------------------------------------------------------------- | ----------------- |
| 1    | 〈Neverland〉 - 발매일: 2018년 1월 22일                                                           | 1. Neverland      |
| 2    | 〈Holland Twin Single Vol.1〉 - 발매일: 2018년 7월 7일                                            | 1. I'm Not Afraid |
| 3    | 〈Holland Twin Single Vol.2〉 - 발매일: 2018년 7월 17일 (대한민국) 2018년 7월 20일 (그 외의 국가) | 1. I'm So Afraid  |

## 수상 내역
- 2018년 데이즈드 100[8]